# Каменномостское
Каменномо́стское (кабард.-черк. Къэрмэ хьэблэ) — село в Зольском районе Кабардино-Балкарской Республики. 
Образует муниципальное образование «сельское поселение Каменномостское», как единственный населённый пункт в его составе.

## География
Селение расположено в центральной части Зольского района, в долине реки Малка. Находится в 42 км к юго-западу от районного центра Залукокоаже и в 72 км (по дороге) к северо-западу от города Нальчик.
Площадь территории сельского поселения составляет — 148,47 км2.
Граничит с землями населённых пунктов: Сармаково на востоке, Хабаз на западе и Кичмалка на северо-западе. 
Населённый пункт расположен в переходной от предгорной в горную зоне республики. К северо-западу от села возвышается Джинальский хребет, параллельно которого тянется хребет Ниваду. Рельеф представляет собой горно-холмистую местность. Перепады абсолютных высот составляют около 500 метров. Средняя высота в пределах села составляет 880 метров над уровнем моря. Абсолютные высоты превышают отметку в 1400 метров.
Наиболее высшими точками сельского поселения являются возвышенности: 
- Бгугана (кабард.-черк. Бгыгъуанэ — Дырявая гора) — 1 217 м.
- Бгух (кабард.-черк. Бгыху — Белая гора) — 1 405 м.
- Бгыхурей (кабард.-черк. Бгыхъурей — Круглая гора) — 1 097 м.
- Калеж (кабард.-черк. Къалэжь — Старое поселение) — 1 055 м.
- Ниваду (кабард.-черк. Нывэду — Хранилище камней) — 1 072 м.

Гидрографическая сеть представлено бассейном реки Малка. В центре села в неё впадает левый приток Кичмалка. Справа основными притоками являются Большие Кураты, Малые Кураты, Жаманкул и Экипцоко. К юго-востоку от села расположены карстовые озера Шадхурей, а у западной окраины серные источники «Псынашхибль» и «Тхобзашхопс».
Сельское поселение расположено в зоне альпийской растительности. Почвы представлены горными чернозёмами. К югу от села, находятся крупные массивы сосновых и буковых лесов, среди которых наиболее выделяются леса — Экипцоко и Мазеха.
Климат влажный умеренный, с тёплым летом и прохладной зимой. Среднегодовая температура воздуха составляет около +6,0°С, и колеблется от средних +17,0°С в июле, до средних -5,0°С в январе. Среднегодовое количество осадков составляет около 1200 мм. Наибольшее количество осадков выпадает в период с апреля по сентябрь. В начале весны при резких колебаниях температуры воздуха, с окружающих хребтов дуют сильные ветры.
| Показатель                                                                                               | Янв. | Фев. | Март | Апр. | Май  | Июнь | Июль | Авг. | Сен. | Окт. | Нояб. | Дек. | Год  |
| --- | ---- | ---- | ---- | ---- | ---- | ---- | ---- | ---- | ---- | ---- | ----- | ---- | ---- |
| Средний суточный максимум, °C                                                                            | 0,3  | 1,1  | 4,4  | 9,5  | 14,5 | 18,1 | 20,4 | 20,7 | 16,3 | 11,3 | 6,0   | 2,2  | 10,4 |
| Средняя температура, °C                                                                                  | −4,9 | −3,8 | −0,3 | 4,8  | 10,1 | 14,2 | 16,6 | 16,6 | 12,1 | 6,8  | 0,8   | −3,1 | 5,8  |
| Средний суточный минимум, °C                                                                             | −9,5 | −8,6 | −5,4 | −0,6 | 4,8  | 9,2  | 11,9 | 12,0 | 7,7  | 2,6  | −3,4  | −7,6 | 1,1  |
| Норма осадков, мм                                                                                        | 45   | 46   | 94   | 122  | 158  | 161  | 134  | 124  | 115  | 90   | 56    | 46   | 1191 |
| Источник: https://en.climate-data.org/asia/russian-federation/kabardino-balkaria/каменномостское-853974/ |      |      |      |      |      |      |      |      |      |      |       |      |      |

## Микрорайоны
Селение Каменномостское исторически делится на несколько микрорайонов — «Думаней», «Дыгъапӏэ», «Жэмэнкъул», «Къэрмэ хьэблэ», «Къурэты», «Хьэгъундыкъуей» и «Хьэмыцей».

## История
Люди жили на месте современного села с эпохи каменного века, о чём говорят многочисленные археологические находки на территории села.
Постоянное же поселение на территории села существует с XVI века. В русских архивных документах середины XVIII века, на месте современного села упоминается аул Думаново.
Однако большая часть современного села, первоначально располагалось в районе гор Пятигорья, близ горы Машук. Так, немецкий путешественник С.П. Паллас в 1793-1794 годах упоминает о некоторых аулах Пятигорья, среди которых был и аул Кармово.
Наступающее русское заселение Пятигорья заставляло местное черкесское поселение уходить за Кубань или за Малку. Так, лишь за первую четверть XIX века из района Пятигорья за Малку были переселены 18 аулов.
При переписи населённых пунктов Кабарды в 1825 году, остававшиеся в районе Пятигорья кабардинские аулы — Абезиваново, Аджиево (Хаджиево), Кармово и Хагундоково, отмечались «жителями вне Кабарды».
В 1828 году аулы Кармово и Аджиево были переселены к левому берегу реки Малка, на территорию современного посёлка Прогресс.
В 1853 году после многочисленных обращений уорков (дворян) Кармовых в Кабардинский Временный суд, аулам Кармово и Хагундоково было разрешено переселится ближе к Зольским пастбищам, в долину реки Малка, ниже аула Думаново.
К 1865 году на месте современного села располагались аулы — Кармово (кабард.-черк. Къэрмэ хьэблэ), Думаново (кабард.-черк. Думаней), Хагундоково (кабард.-черк. Хьэгъундыкъуей) и Хамицево (кабард.-черк. Хьэмцей).
В 1865 году в ходе Земельной реформы Кабарды и программы по укрупнению аулов, 4 аула были объединены в одно поселение, которому было присвоено название Кармово. Однако и по сей день прежние названия аулов носят различные кварталы села.
В 1920 году, с окончательным установлением советской власти в Кабарде, решением ревкома Нальчикского округа, Кармово как и другие кабардинские селения было переименовано, из-за присутствия в их названиях княжеских и дворянских фамилий. В результате село получило своё название — Каменномостское. Новое название исходит от остатков разрушенных временем естественных каменных мостов, имевшихся на территории селения. Сельский народный совет при селе Кармово был основан в 1920 году.
В 1924 году при разукрупнении Баксанского округа, село было передано в состав новообразованного Нагорного округа. В 1931 году Нагорный округ был преобразован в Нагорный район, а его административный центр перенесён из Пятигорска в Каменномостское (в постановлении — Каменномостовское).
В 1956 году Нагорный район был упразднён и село передано в состав выделенного из него ранее Зольского района.
Во время Великой Отечественной войны село было оккупировано и разгромлено немецкими войсками. Походом через село планировалось подняться на Эльбрус с северного склона и занять Северное Приэльбрусье. В январе 1943 года село было освобождено от захватчиков.
В 2005 году Законом Кабардино-Балкарской Республики от 27.02.2005 №13-РЗ «О статусе и границах муниципальных образований в Кабардино-Балкарской Республике», Каменномостская сельская администрация было преобразовано в муниципальное образование, со статусом сельского поселения .

## Население
| 1979  | 2002  | 2010  | 2012  | 2013  | 2014  | 2015  |
| ----- | ----- | ----- | ----- | ----- | ----- | ----- |
| 5375  | ↗6132 | ↘5758 | ↗5765 | ↘5762 | →5762 | ↗5767 |
| 2016  | 2017  | 2018  | 2019  | 2020  | 2021  | 2023  |
| ↗5789 | ↘5781 | ↗5784 | ↘5767 | ↘5760 | ↗6040 | ↘6005 |
| 2024  | 2025  |       |       |       |       |       |
| ↗6019 | ↗6035 |       |       |       |       |       |

Плотность — 40.65 чел./км2.
За межпереписной период население села увеличилось на 282 чел. (+ 4,90 %).
По данным Всероссийской переписи населения 2021 года:
| Народ                | Численность, чел. | Доля от всего населения, % | Доля от указавших нац-ть, % |
| -------------------- | ----------------- | -------------------------- | --------------------------- |
| кабардинцы (черкесы) | 6012              | 99,54 %                    | 99,68 %                     |
| * черкесы            | 4105              | 67,97 %                    | 68,06 %                     |
| * кабардинцы         | 1907              | 31,57 %                    | 31,62 %                     |
| другие               | 19                | 0,31 %                     | 0,32 %                      |
| нет / не указано     | 9                 | 0,15 %                     | -                           |
| всего                | 6040              | 100 %                      | 100 %                       |

По данным Всероссийской переписи населения 2010 года: кабардинцы — 5735 чел. (99,6 %).

## Местное самоуправление
Администрация сельского поселения Каменномостское — село Каменномостское, ул. Ленина, 68.
Структуру органов местного самоуправления сельского поселения составляют:
- Глава сельского поселения Каменномостское — Коков Ахмед Хасанбиевич (с 25 марта 2015 года).
- Местная администрация (исполнительно-распорядительный орган) — администрация сельского поселения Каменномостское.

Аппарат местной администрации сельского поселения состоит из 8 человек.
- Представительный орган — Совет местного самоуправления сельского поселения Каменномостское. Состоит из 13 депутатов[24].

## Образование
- Средняя общеобразовательная школа № 1 — ул. Школьная, 5.
- Средняя общеобразовательная школа № 2 — ул. Куважукова, 101.
- Средняя общеобразовательная школа № 3 — ул. Ленина, 43.
- Начальная школа Детский садик № 1.
- Начальная школа Детский садик № 2.

## Здравоохранение
- Участковая больница

## Культура
- Дом Культуры

- Футбольные стадионы

Общественно-политические организации:
- Адыгэ Хасэ

## Ислам
В селе действуют две мечети. Кроме того, в селе сохранились две старинные мечети, закрытые в советские времена.

## Экономика
Основу экономики села составляют частные и арендные хозяйства. Наибольший уклон в сельском хозяйстве сделано на возделывание культуры картофеля. Развито молочное животноводство.
На территории села расположен ООО «Энергоресурс», на базе которого выпускаются оборудования для электросетей и товаров народного потребления. Развита сфера быта и услуг.
Из недр земли добывают известняк и другие осадочные горные породы. Имеются предварительно разведанные залежи серебра, меди, железа и т.д.

## Туризм
В сельском поселении развиваются туристические курсы и зоны отдыха на основе карстовых озёр Шадхурей и серных источников «Псынашхибль».
При выезде из села начинается единственная из нетронутых хозяйственной деятельностью основных ущелий Кабардино-Балкарии — Малкинское ущелье.
Через село проходят дороги ведущие в «Долину нарзанов», различные водопады Зольского района, северный склон горы Эльбрус и т.д.
В нескольких километрах к югу от села расположены сохраняющиеся в девственном состоянии урочища — Экипцоко и Хаймаша.

## Улицы
На территории села зарегистрировано 31 улица:

| Багова         |
| Балагова       |
| Балова         |
| Беева          |
| Бейтуганова Г. |
| Бейтуганова Н. |
| Бишенова       |
| Жандарова      |
| Зекореева      |
| Калажокова     |
| Калмыкова      |

| Камбиева    |
| Кашежева    |
| Кашежевой   |
| Кокова      |
| Крайняя     |
| Куважуковых |
| Куготова    |
| Кумыкова    |
| Кумышева    |
| Лекапшиева  |

| Ленина      |
| Лихова      |
| Мурзаканова |
| Мусова      |
| Ногмова     |
| Славы       |
| Хагундокова |
| Хамизова    |
| Шалова      |
| Шериевых    |

## Известные уроженцы
Родившиеся в Каменномостском:
- Ногмов Шора Бекмурзович — народный просветитель, языковед, историк, собиратель устного фольклора адыгского (черкесского) народа.
- Хагундоков Эдик Исмаилович — полный кавалер ордена Святого Георгия (для мусульман). Последний генерал-губернатор Амурской области.
- Хагундокова Эльмесхан Эдиковна — народная героиня Франции. Командор ордена Почетного Легиона.
- Мусов Менли Фитсович — советский снайпер в ВОВ. Полный кавалер Ордена Славы.
- Кашежев Талиб Псабидович — советский политический и общественный деятель.
- Дзамихов Касболат Фицевич — российский историк, доктор исторических наук, профессор, заведующий кафедрой отечественной истории и председатель диссертационного совета Кабардино-Балкарского государственного университета, директор Института гуманитарных исследований КБНЦ РАН.
- Хамуков Владимир Булатович — советский и российский учёный в области агрохимии, публицист, журналист. Доктор сельскохозяйственных наук, профессор. Заслуженный агроном Российской Федерации.

## Галерея

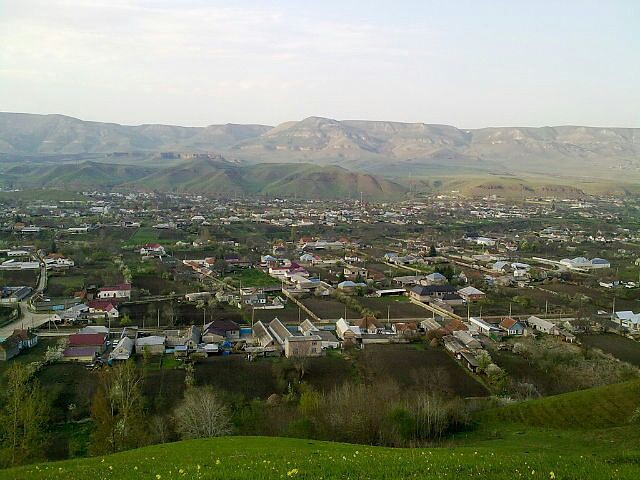
Вид на северную окраину
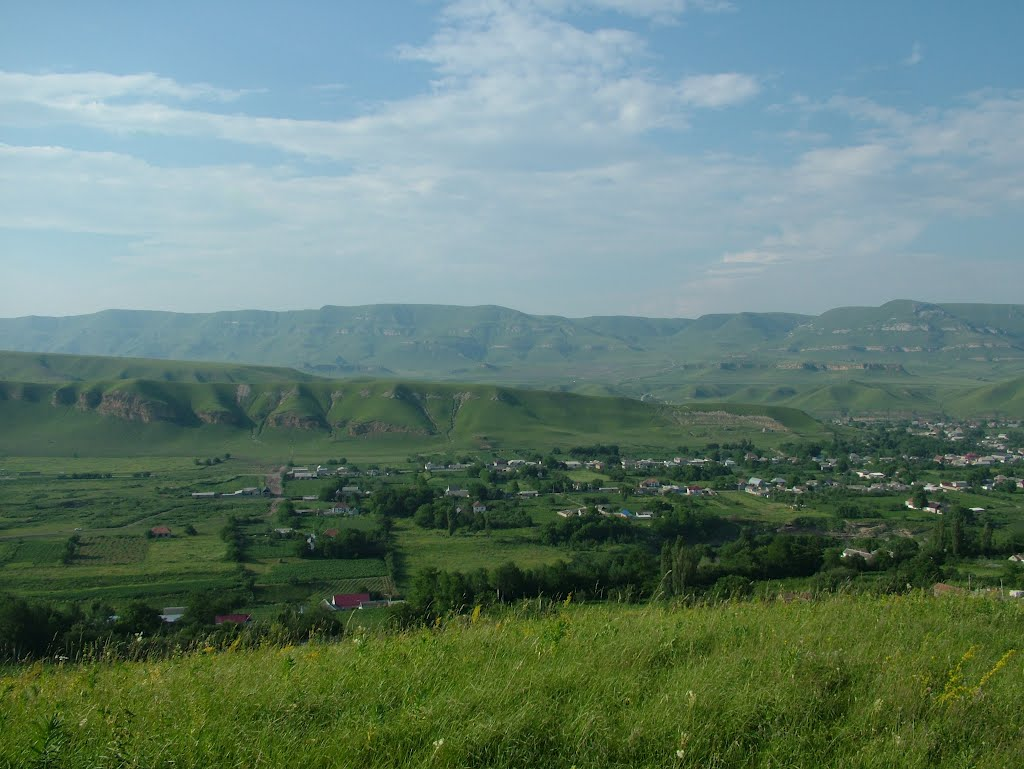
На окраине микрорайона Хагундокей
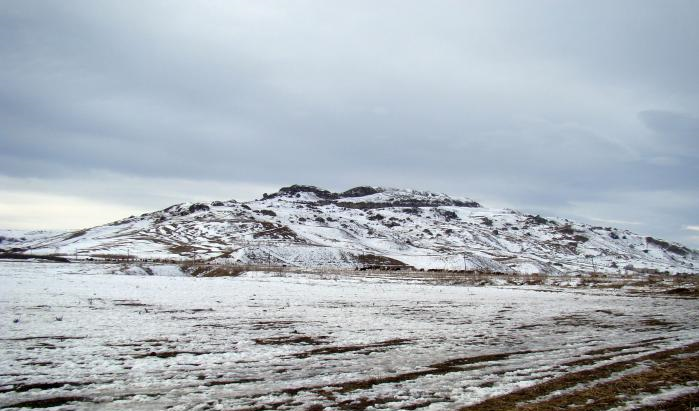
Гора Калеж
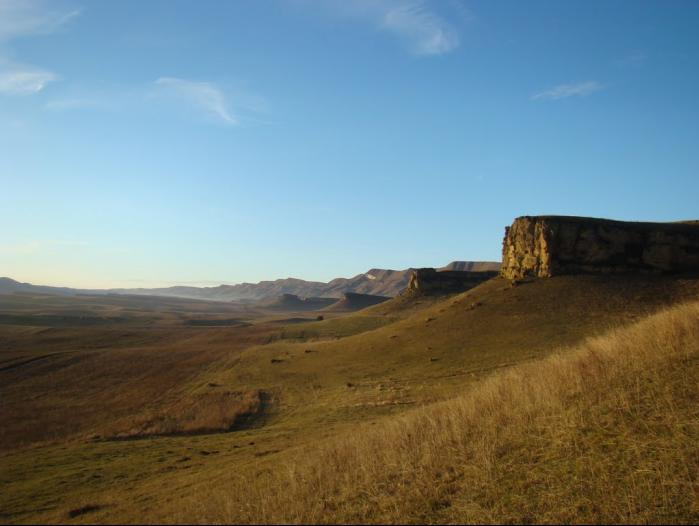
Хребет Ниваду у западной окраины села
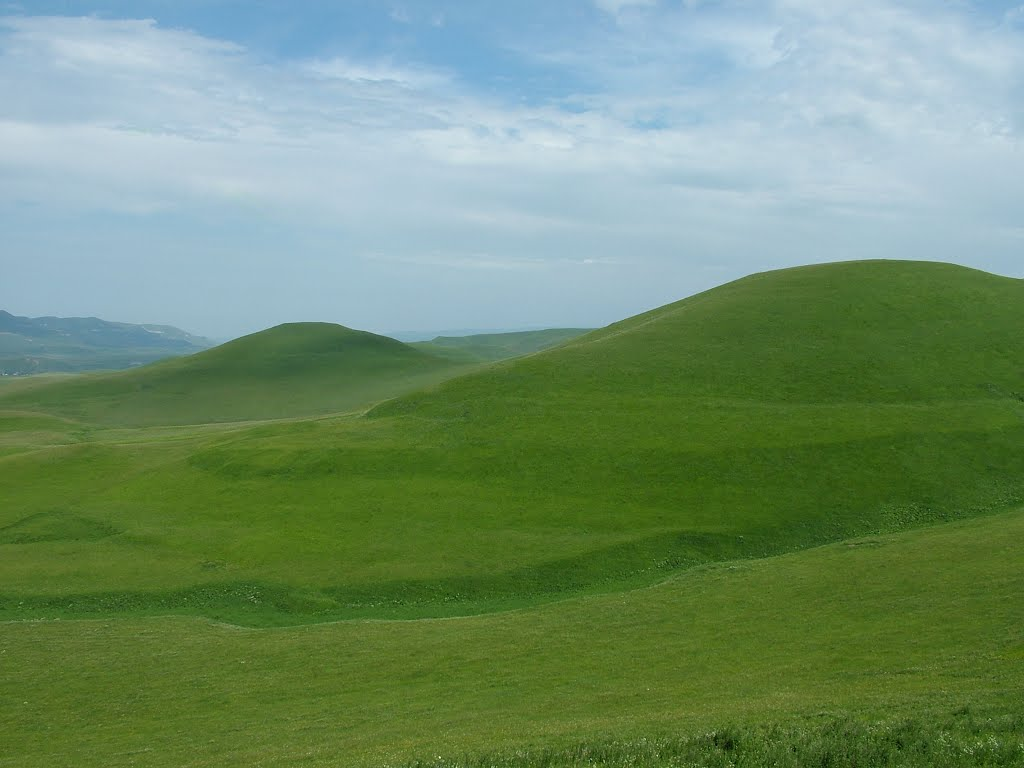
Зольские альпийские луга в пределах сельского поселения Каменномостское
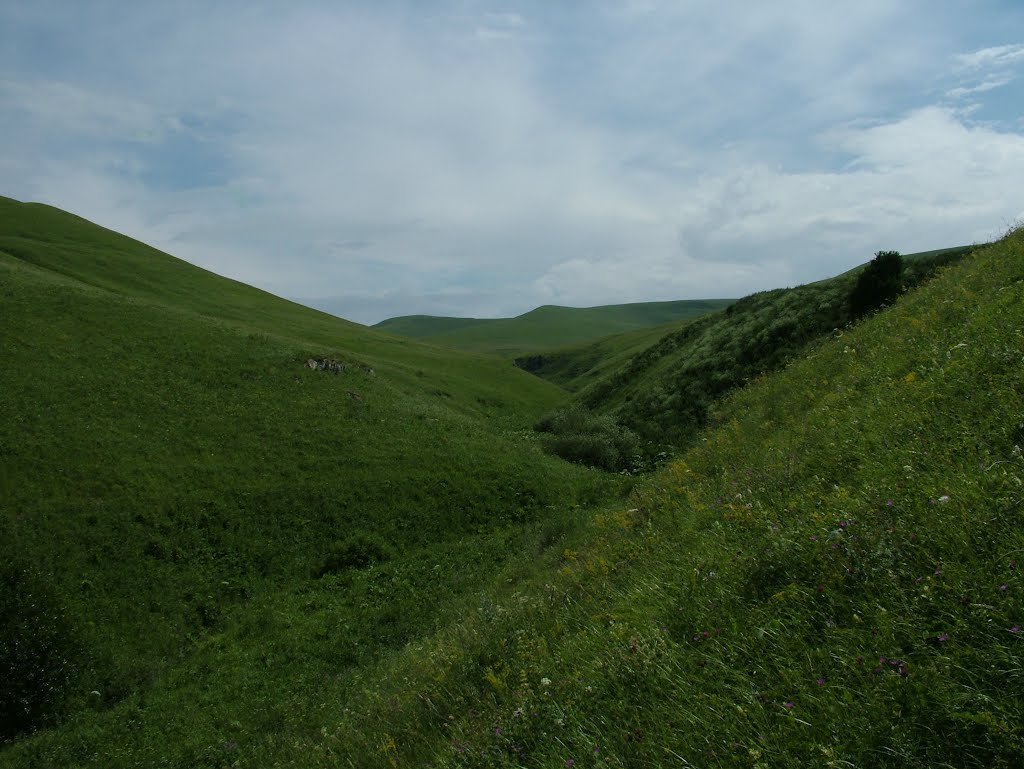
Альпийские луга Зольского района в пределах сельского поселения Каменномостское
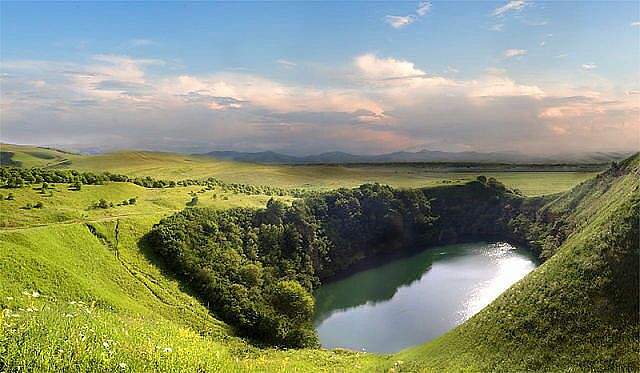
Озеро Малый Шадхурей
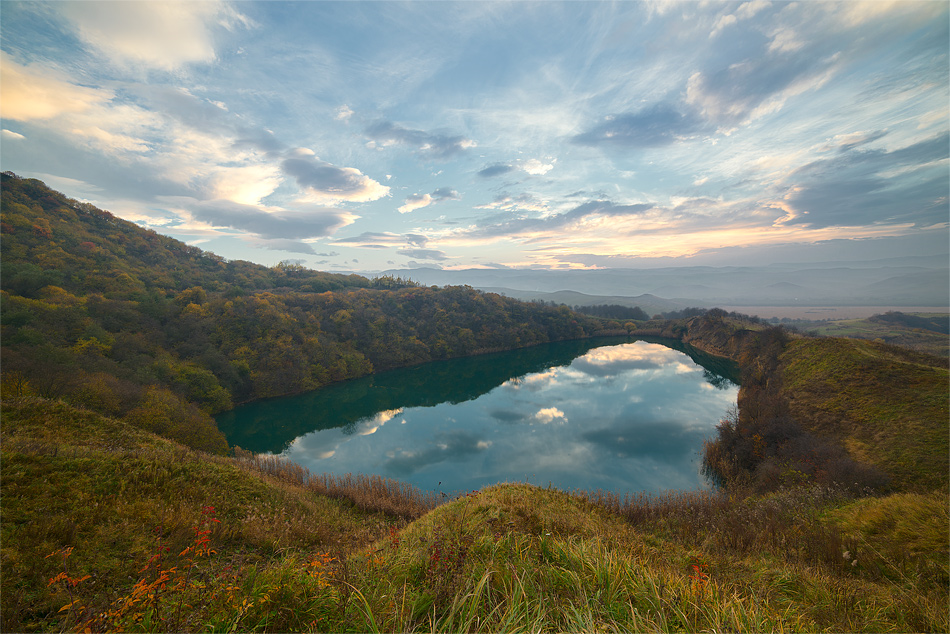
Озеро Большой Шадхурей